# Nuclear Furniture
Albums de Jefferson Starship
Winds of Change
(1982) Knee Deep in the Hoopla
(1985)
Nuclear Furniture est un album de Jefferson Starship sorti en 1984. C'est le dernier album avant le départ de Paul Kantner, qui contraint le groupe à se rebaptiser simplement « Starship » dès lors.

## Titres
| 1. | Layin' It on the Line | Mickey Thomas, Craig Chaquico | Chaquico, Thomas | 4:09 |
| 2. | No Way Out            | Ina Wolf                      | Peter Wolf       | 4:22 |
| 3. | Sorry Me, Sorry You   | Jeannette Sears               | Pete Sears       | 4:07 |
| 4. | Live and Let Live     | J. Sears                      | P. Sears         | 3:50 |
| 5. | Connection            | Paul Kantner, Thomas          | Kantner          | 4:27 |

| 6.  | Rose Goes to Yale        | Kantner, Ronnie Gilbert | Kantner  | 2:56 |
| 7.  | Magician                 | Grace Slick             | P. Wolf  | 3:23 |
| 8.  | Assassin                 | J. Sears                | P. Sears | 3:52 |
| 9.  | Shining in the Moonlight | Chaquico, Thomas        | Chaquico | 3:38 |
| 10. | Showdown                 | Slick                   | Slick    | 3:22 |
| 11. | Champion                 | Kantner, Gilbert        | Kantner  | 4:40 |

## Musiciens
- Paul Kantner : chant, guitares
- Craig Chaquico : guitares
- David Freiberg : claviers, chant
- Pete Sears : basse, claviers
- Donny Baldwin : batterie, percussions, chant
- Grace Slick : chant
- Mickey Thomas : chant
- Peter Wolf : claviers
- Brian MacLeod : batterie